# Jake Busey
William Jacob Busey (Los Angeles, 15 juni 1971) is een Amerikaans acteur. Hij is de zoon van Gary Busey.